# Ramón Lorenzo Falcón
Ramón Lorenzo Falcón (Buenos Aires, 30 agosto 1855 – Buenos Aires, 14 novembre 1909) è stato un poliziotto, politico e militare argentino.
Divenne celebre per aver guidato la brutale repressione delle manifestazioni operaie nella capitale argentina nella primavera 1909.

## Biografia
Ammesso nel Colegio Militar de la Nación nel 1870 Falcón vi uscì tre anni dopo con il massimo dei voti. Intrapresa quindi la carriera nell'esercito argentino, prese parte alla conquista del deserto. Nel 1887 fu tra i soci fondatori del Club de Gimnasia y Esgrima La Plata. Congedatosi dall'esercito nel 1898 con il grado di colonnello, Falcón fu poi eletto deputato nelle file del Partito Autonomista Nazionale, la principale forza politica dell'Argentina di fine XIX secolo.
Nel 1906 fu nominato Capo della Polizia della Capitale. Per migliorare l'efficienza e la competenza della pubblica sicurezza Falcón creò immediatamente un'accademia e fece dotare gli agenti di una nuova divisa. La nomina dell'ex militare al vertice della polizia porteña era stata fortemente caldeggiata da quella parte dei settori del governo e dell'aristocrazia di Buenos Aires sempre più insofferenti alle crescenti proteste dei lavoratori e delle classi più umili contro la disoccupazione, lo sfruttamento ed i salari bassi. Nel luglio 1907, ricorrendo alla polizia montata e a getti d'acqua gelata, fece eseguire numerosi sfratti di affittuari che protestavano contro il caro-affitti e ele pessime condizioni igieniche.
Il 1º maggio 1909 il sindacato anarchico FORA organizzò in plaza Lorea, a pochi metri dal Congresso, una manifestazione in occasione della Festa dei lavoratori. Dopo il lancio di alcune pietre e di alcuni insulti nei suoi confronti, Falcón ordinò agli agenti di disperdere a colpi di arma da fuoco e sciabola i circa 1.500 manifestanti presenti. Al termine della giornata si contarono così 14 morti ed oltre un'ottantina di feriti. La FORA dichiarò immediatamente lo sciopero generale al quale seguirono una serie di duri scontri tra manifestanti e polizia passati alla storia argentina come semana roja (settimana rossa). Persino il giorno dei funerali gli agenti a cavallo dispersero il corteo funebre sino all'interno del cimitero della Chacarita, dove i poliziotti presidiarono le bare, ed operarono centinaia di arresti. Successivamente Falcón ordinò il sequestro e la distruzione delle tipografie dei giornali La Vanguardia e La Protesta Humana, dalle cui colonne si erano levati voci di protesta contro l'atteggiamento della polizia e del suo capo.
I sindacalisti socialisti ed anarchici chiesero ed ottennero un incontro con il presidente del Senato Benito Villanueva per chiedere le dimissioni di Falcón e pene lievi per i fermati. Il capo della Polizia respinse le accuse forte del pubblico appoggio del presidente argentino José Figueroa Alcorta e di alcuni esponenti della Borsa di Buenos Aires.

### L'assassinio di Falcón
Il 14 novembre 1909 Falcón ed il suo segretario Juan Alberto Lartigau, dopo aver presenziato al funerale del direttore dei Penitenziari Nazionali Antonio Ballvé, lasciarono il cimitero della Recoleta a bordo di una carrozza scoperta. Pochi metri più avanti, all'incrocio tra avenida Callao e Quintana, un militante anarchico d'origine russa Simón Radowitzky lanciò all'interno della vettura un pacchetto con all'interno una bomba artigianale. I due occupanti fecero appena in tempo ad accorgersi di quanto stava avvenendo che la bomba esplose lasciandoli entrambi gravemente feriti. L'attentatore fuggì inseguito dalla polizia e da alcuni passanti. Dopo aver cercato di suicidarsi inneggiando all'anarchia, si rifugiò in un edificio in costruzione dove fu poi arrestato. In commissariato, nonostante le percosse e le torture, Radowitzky rifiutò di parlare con gli inquirenti.
Nonostante l'arrivo dei sanitari ed il ricovero in ospedale, sia Falcón che Lartigau morirono poche ore più tardi per le ferite riportate.
Falcón e Lartigau furono seppelliti nel cimitero della Recoleta. Il presidente Figueroa Alcorta inasprì le leggi contro gli stranieri che venivano scoperti Radowitzky fu condannato all'ergastolo in quanto minorenne. Rinchiuso dapprima nel carcere di avenida Las Heras a Buenos Aires fu poi trasferito nel penitenziario di Ushuaia, nella remota Terra del Fuoco. Qui tentò in un'occasione la fuga, salvo poi essere amnistiato il 14 aprile 1930 dal presidente Hipólito Yrigoyen.

## Monumenti e omaggi
Sul luogo dell'attentato è stata scoperta una targa in ricordo del capo della Polizia di Buenos Aires. Un monumento dedicato alla memoria di Falcón fu poi eretto in plaza Ramón J. Cárcano, di fronte al cimitero della Recoleta.
La scuola della polizia di Buenos Aires fu intitolata a Falcón sino al 2006.